# Набережная Европы

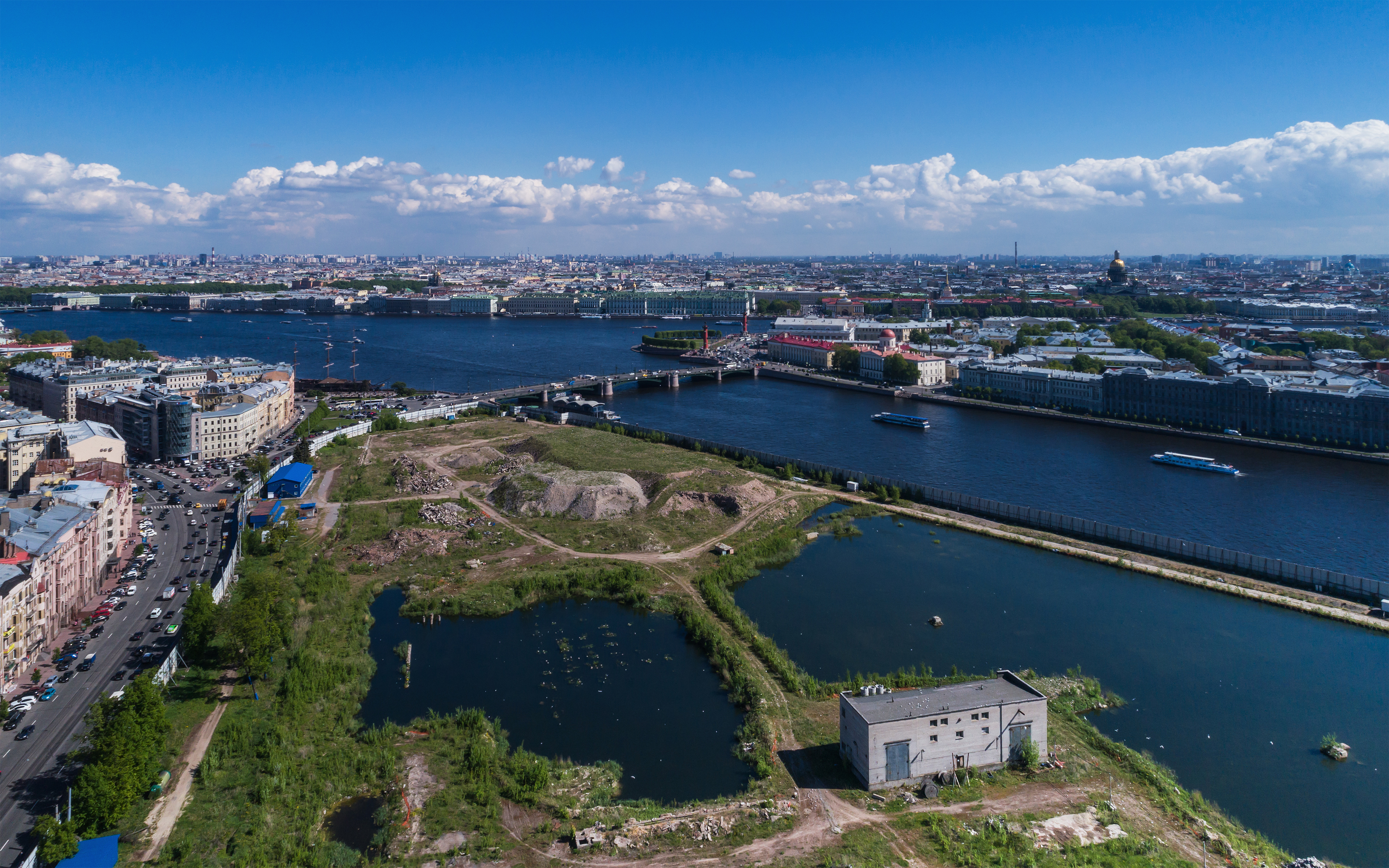
Затопленный пустырь на месте здания ГИПХ между проспектом Добролюбова и берегом Малой Невы, вид с воздуха

Проект «Набережная Европы» — нереализованный девелоперский проект, заявленный в 2003 году, по преобразованию территории на участке юго-запада Петроградского района Санкт-Петербурга на земле бывшего Ватного острова.
Проект создавался для преобразования бывшей территории ГИПХ на Петроградском острове — самом большом острове Петроградской стороны (во Введенском муниципальном округе). Территория новой застройки части бывшего Ватного острова в проекте ограничивалась Малой Невой от Биржевого моста со стороны площади Академика Лихачева до продолжения переулка Талалихина (улицы Сперанского) и проспектом Добролюбова, а создание сквозного прохода и/или проезда предусмотрено вдоль Малой Невы от Биржевого моста до Тучкова моста, ведущих с Петроградской стороны на Васильевский остров.
В 2014 году вся предшествующая застройка была разобрана, предварительно здания работы Роберта Марфельда были выведены из списка имеющих статус выявленных объектов культурного наследия.
В 2019 году проект был отменён, власти объявили о решении создать на его месте парк «Тучков буян». В 2022-м его проект скорректировали в пользу создания Судебного квартала, в 3,5 раза сократив зелёную зону.

## Проект и его изменения

### Набережная Европы
По одной со станцией метро «Спортивная» стороне проспекта Добролюбова располагались корпуса Государственного института прикладной химии (ГИПХ). Выходившие на проспект корпуса ГИПХ архитектурно представляли собой административные здания второй половины XX века, а на Малую Неву были обращены корпуса бывшего Казенного винокуренного завода XIX века, построенные в характерном для петербургской промышленной архитектуры того века неоштукатуренном краснокирпичном стиле. На месте ГИПХ планируется реализация комплексного градостроительного проекта, названного «Набережная Европы». В него поначалу должны были войти здания планируемого к переносу сюда Верховного суда РФ, объединённого в начале второго десятилетия XXI века с Высшим арбитражным судом РФ, учреждения по обслуживанию его судей, а также Дворец танца Бориса Эйфмана, петербургского хореографа, работающего в постклассической манере, современное здание образовательной Академии танца которого расположилось в нескольких кварталах к северу, в глубине исторической застройки времен эклектики и модерна, характерных для Петроградской стороны.
Предусматривавший в начале свою самоокупаемость за счет свободной продажи жилья и торгово-офисных помещений на части территории квартала, проект застройки данной территории неоднократно менялся, в том числе в связи с экономическими кризисами и изменениями у инвесторов, объединением высших судебных инстанций и мнением специалистов — архитекторов, планировщиков-градостроителей и градозащитников. Для разработки проекта квартала проводился международный конкурс, как и отдельный конкурс на проект Дворца танца. Архитектором проекта на 2015 год выступал с сотрудниками Максим Атаянц, а застройщиком дочерняя организация бывшего инвестора проекта — банка ВТБ в лице ЗАО «ВТБ-Девелопмент» — компания «Петербург Сити», получившего компенсацию из бюджета РФ за выход в 2014 году из проекта.
На своем сайте ЗАО «ВТБ-Девелопмент» сообщало:

9 июля 2014 года по распоряжению Правительства РФ было подписано Соглашение о расторжении Инвестиционного контракта, на основании которого осуществлялась реализация проекта «Набережная Европы», а также был расторгнут долгосрочный договор аренды земельного участка между городом и проектной компанией.
Строительная площадка и результаты реализации проекта «Набережная Европы» переданы Российской Федерации в лице ФГБУ «Дирекция по строительству и реконструкции объектов в Северо-Западном федеральном округе» Управления делами Президента РФ.

### Судебный квартал
Соотношение площади зоны озеленения, пешеходной зоны и зоны застройки служебным жильём для судей неоднократно менялось. Мнения архитектурной общественности расходились и по вопросу о соотношении степеней новизны архитектурных решений с их консерватизмом в историческом центре Петербурга с видом на главную водную артерию города Неву и классические панорамы стрелки Васильевского острова и Петропавловской крепости. Пресса сообщала о смене инвестиционного жилищного проекта государственным в 2013 г.
В сентябре 2017 года расчищенный от прежней застройки участок находился в запущенном состоянии, в центре возник водоем, строительные работы практически не велись.
В 2018 году велись споры хозяйствующих субъектов, и строительство значительно не продвинулось

### Арт-парк «Тучков буян» и одноименный «исторический район»
В апреле 2019 года появились сообщения о том, что новые власти города намерены отказаться от идеи строительства «судебного квартала» в пользу «арт-парка»), вероятно, по инициативе горожан (экологов и градозащитников, были опубликованы первые эскизы и заявлено о поддержке этого проекта президентом Путиным.
Арт-парк планируется соединить подземным пешеходным переходом с Петропавловской крепостью.
Проект парка в центре города функционально аналогичен реализованному в Москве проекту парка «Зарядье». Парк будет содержать театрально-выставочный комплекс, Театр танца Бориса Эйфмана и большую общественную парковку.
Экологи обеспокоены загрязнённостью грунтов участка опасными химикатами от работы ГИПХ и хотят добиться их независимой экологической экспертизы. Как и градозащитники, они считают, что парк должен быть спокойным местом без плотной либо дисгармоничной застройки.
Здание Верховного суда будет построено у Смольной набережной на участке, который прошлая администрация города отвела под строительство нового большого комплекса Музея обороны и блокады Ленинграда. Этот музей при своём создании после Великой Отечественной войны занимал целое здание Соляного городка в центре Ленинграда, но в ходе репрессий по Ленинградскому делу был расформирован под предлогом преувеличения репрессированным руководством города его особой роли в войне. Здание было передано НИИ Министерства обороны, и музей был воссоздан только в годы перестройки на небольшой площади в части здания. Ветеранские организации добивались его расширения, но оно военные не желали делать это за счёт НИИ. В итоге был проведен архитектурный конкурс на участок у Смольного, несмотря на отмечавшуюся в СМИ несформированность концепции музея на новом месте. Предыдущие варианты включали строительство музея рядом с Пискарёвским мемориальным кладбищем жертв блокады. В апреле 2019 г. было решено, что Музей блокады будет расширяться в здании Соляного городка, а в районе Смольного Верховный суд впишется в административный квартал со зданиями администраций Санкт-Петербурга и Ленинградской области и Невской ратушей.
Концепцию арт-парка вынесли на обсуждение горожан городские СМИ.
Летом 2020 г. городские власти решили придать всей территории от Тучкова до Биржевого моста статус исторического района и название Тучков буян. Новое название Тучков буян появилось на карте до официального решения по новому проекту и отмене прежнего решения о строительстве Судебного квартала и до перевода земель в категорию территории зелёных насаждений общего пользования.